# Wężownica
Wężownica [pronunciación en polaco: /vɛ̃ʐɔvˈnit͡sa/] es un pueblo en el distrito administrativo de Gmina Nowy Dwór Gdański, dentro del Distrito de Nowy Dwór Gdański, Voivodato de Pomerania, en el norte de Polonia. Se encuentra aproximadamente 7 kilómetros al sudeste de Nowy Dwór Gdański y 43 kilómetros al sudeste de la capital regional, Gdańsk.
Hasta la Primera Partición de Polonia, en 1772, el área era parte del Reino de Polonia, entre 1772 y 1871 formó parte del Reino de Prusia, luego, en 1871, se integró junto a Prusia en el Imperio Alemán. Entre 1920 y 1939 fue parte de la Ciudad Libre de Danzig, y entre 1939 y 1945 de la Alemania Nazi. Para la historia de la región, véase Historia de Pomerania.